# Simon Marmion

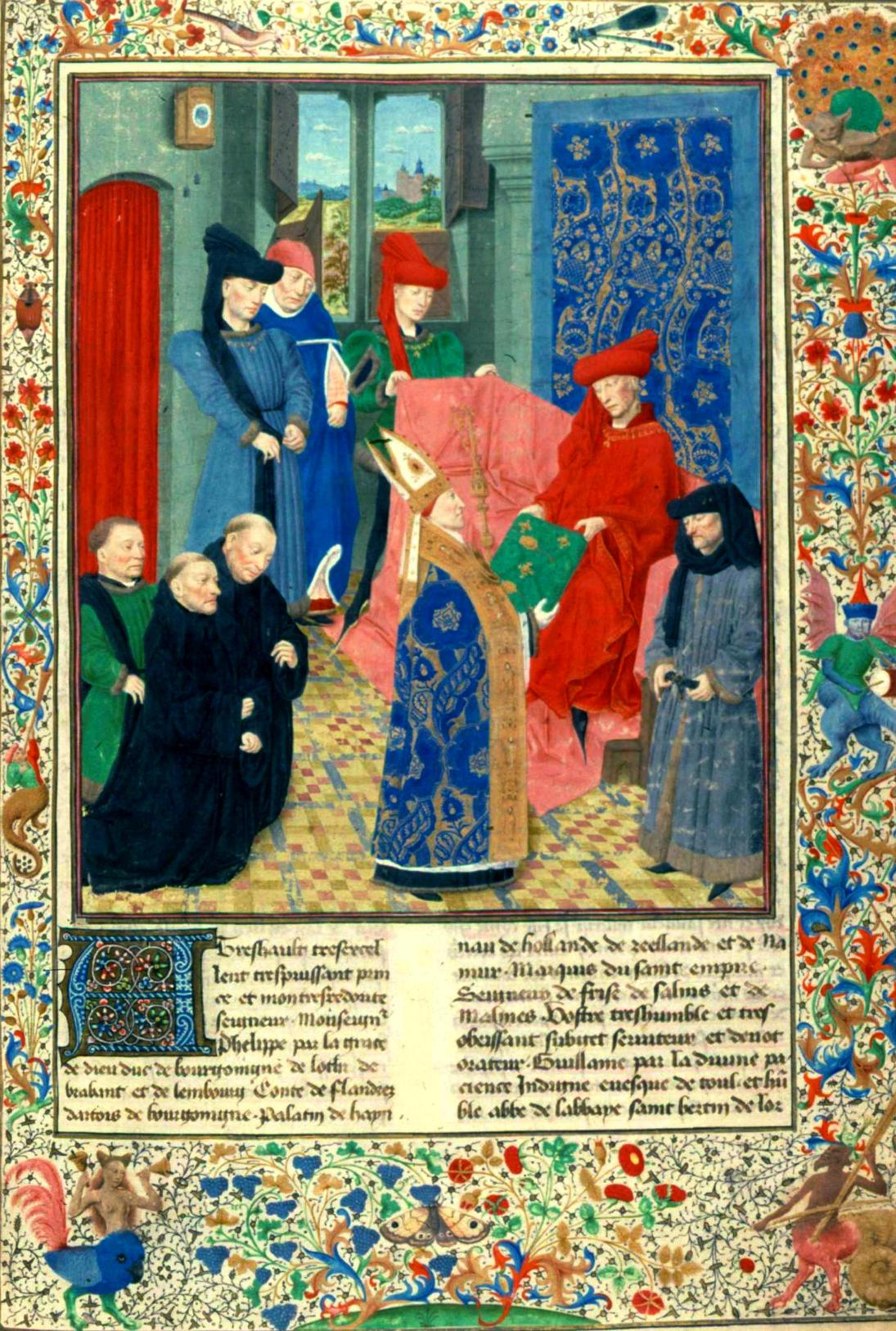
El abad Guillaume Fillastre presenta las Grandes Chroniques de France a Felipe el Bueno; la figura arrodillada en verde puede ser un autorretrato de Marmion. (década de 1450)

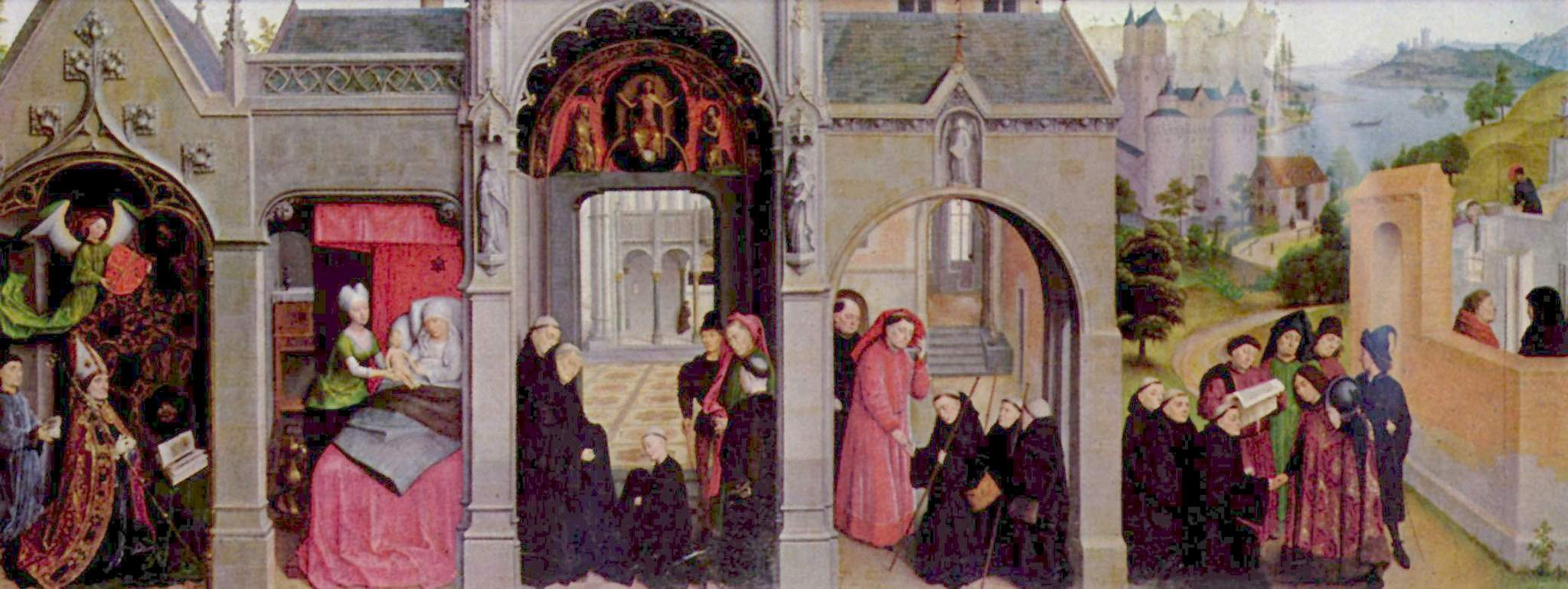
Parte del retablo de San Bertín, Berlín

Simón Marmion ( c. 1425
 - 24 o 25 de diciembre de 1489) fue un pintor holandés temprano de paneles y manuscritos iluminados francés y borgoñón. Marmion vivió y trabajó en lo que hoy es Francia, pero durante la mayor parte de su vida formó parte del Ducado de Borgoña, en el sur de los Países Bajos.

## Vida
Como muchos pintores de su época, Marmion procedía de una familia de artistas, y tanto su padre, Jean, como su hermano Mille eran pintores. Marmion trabajó en Amiens entre 1449 y 1454, y en Valenciennes desde 1458 hasta su muerte. Fue patrocinado por Felipe el Bueno, duque de Borgoña, a partir de 1454, cuando fue uno de los varios artistas llamados a Lille para trabajar en la decoración de la Fiesta del Faisán.Fue contratado por varios miembros de la familia ducal, entre ellos Carlos el Temerario y Margarita de York. Un coetáneo le llamó "el príncipe de los iluminadores". Tres años después de su muerte, su viuda, Juana de Quaroube, se casó con su discípulo, el pintor Jan Provoost, quien a su muerte heredó los considerables bienes de Marmion.
Aunque es más conocido por sus manuscritos iluminados, Marmion también realizó retratos y otras pinturas, retablos y obras decorativas. En la Gemäldegalerie de Berlín (con dos secciones en la National Gallery de Londres) se conserva un famoso retablo de doble cara con varias escenas de la vida de San Bertín. Hay una Misa de San Gregorio en Toronto y una Lamentación de Cristo en el Museo Metropolitano de Arte, tres obras en Filadelfia y varias más en otros lugares. Estilísticamente se sitúa entre sus contemporáneos franceses y flamencos, con una innovación flamenca en la composición y el paisaje. Su perspectiva suele ser técnicamente correcta, pero las proporciones de sus figuras son a menudo torpes y sus poses bastante rígidas.

## Manuscritos
Su obra maestra, Grandes Crónicas de Francia, se encuentra actualmente en la Biblioteca Nacional Rusa de San Petersburgo. Consta de 25 miniaturas grandes (215 x 258 mm) y 65 más pequeñas, con estilos que van desde las escenas de batalla brillantemente coloreadas hasta algunas en un innovador estilo de casi grisalla, con toques de color tenue. Las ilustraciones reflejan el texto, que es una versión inusual que hace hincapié en los acontecimientos neerlandeses, y que al parecer pretende justificar la pretensión de Felipe el Bueno al trono francés.La misma biblioteca posee un texto médico con una fina miniatura de presentación con otro retrato de Felipe el Bueno y orlas heráldicas.
Su manuscrito de Las visiones de Tondal en el Museo Getty (1475) es otra obra importante, y también produjo muchos más Libros de Horas convencionales y otros manuscritos;  su libro de horas más elaborado son las Horas Huth ( c. 1480
 ) en la Biblioteca Británica, con 24 miniaturas a página completa, y 74 más pequeñas.  En un libro de horas ahora en Nápoles, conocido como la Flora, pintó 22 miniaturas a página completa que fueron pioneras en pequeños grupos en primer plano de unas pocas figuras vistas de medio cuerpo, que representan "su iluminación más distintiva y quizás su mayor logro".  La Biblioteca Morgan y la Biblioteca Huntington también tienen excelentes libros de horas de Marmion.

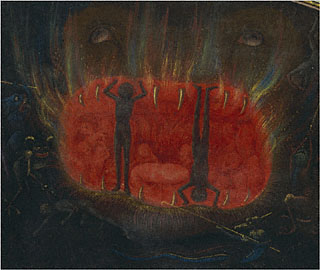
La Boca del Infierno, de Simon Marmion, del manuscrito Getty de, detalle.

Las "Horas de Simon Marmion" (no es el único manuscrito así llamado) en el Victoria and Albert Museum de Londres (1475-81) es, con páginas de 110 x 75 milímetros (4,3 x 3 plg), un ejemplo de la moda de libros de horas muy pequeños pero lujosos. En este caso, los bordes son especialmente finos, y en algunos casos van más allá de las flores y el follaje habituales e incluyen colecciones de placas de marfil y esmalte, así como otros recuerdos de peregrinos dispuestos en estantes. El libro parece haber sido realizado sin un propietario específico en mente, ya que no hay la heráldica habitual en los bordes y la elección de los santos incluidos en el calendario es generalizada para Brujas y el norte de Francia - en este período los libros de horas se podían comprar ya hechos, pero no normalmente de esta calidad. La única miniatura a toda página sin bordes del libro es una inusual escena del Cielo y el Infierno, frente a un Juicio Final en la página opuesta. Los dos tercios inferiores muestran un ardiente paisaje infernal, mientras que por encima unas figuras desnudas cruzan un estrecho puente sobre un lago hacia un paraíso parecido a un parque cubierto de hierba -si consiguen esquivar a los diablos con palos enganchados en el agua, que intentan agarrarlos-. Muchas escenas del Tondal de Getty, y un gran Sueño de Carlos el Calvo de las Crónicas de Petersberg contienen también sorprendentes imágenes sobre estos temas, anticipándose a las de Jerónimo Bosch.

## Identidad cuestionada
Entre finales del siglo XIX y mediados del XX, los historiadores del arte atribuyeron varias obras a Marmion. Sin embargo, a partir de 1969, un contra-movimiento erudito liderado por el historiador del arte Antoine de Schruyver sugirió que la obra de Marmion procedía de varias manos.En sus cifras más elevadas, la obra de Marmion asciende a unos 40 manuscritos y pinturas sobre tabla, pero aunque tanto su vida como su reputación están recogidas en la documentación contemporánea, no se le puede relacionar claramente mediante documentos con obras concretas que se hayan conservado; la mayor parte de la documentación biográfica se refiere a su propiedad inmobiliaria.
Las pruebas circunstanciales son sólidas: el abad de Saint-Omer (cerca de Valenciennes) que encargó el retablo de San Bertín, Guillaume Filastre, también encargó las Crónicas de Petersberg y otro manuscrito del mismo artista. Se tiene constancia de que Marmion realizó un breviario encargado por Felipe el Bueno entre 1467 y 1470, del que podría proceder una miniatura desprendida que se conserva en el Museo Metropolitano de Arte (colección Lehman).